# Janine Kleykens
Janine Kleykens (Maisons-Lafitte, 8 augustus 1925 – Vorst, 16 augustus 1994) was een Belgisch-Franse textieldesigner. Gedurende de periode 1960-1990 ontwierp ze voornamelijk huislinnen en meubelstof voor de textielindustrie. Kleykens gaf de voorkeur aan een nauwe samenwerking met de industrie en het inspelen op de technologische vernieuwing boven een ambachtelijke aanpak. Ze werkte in het bijzonder veelvuldig samen met Vlaamse textielbedrijven, zoals met Solintex voor hun collectie huislinnen Essix. Daarnaast was Kleykens actief als docent voor de École Professionnele Bischoffsheim en La Cambre en was ze betrokken bij de Fondation de la Tapisserie, des Arts du Tissu et des Arts Muraux, het latere TAMAT in Doornik.

## Opleiding
Janine Kleykens volgde de opleiding Art du Tissu  in het Atelier de Tissage bij de textielkunstenaar Marie-Louise Overloop-Zimmer aan het Hoger Instituut voor Sierkunst Ter Kameren in Brussel. In 1945 studeerde Kleykens af met de grootste onderscheiding.

## Professionele loopbaan
Na haar opleiding begint Janine Kleykens aan haar carrière als textielontwerpster. In de eerste periode van haar loopbaan, gedurende de jaren 40 en 50, werkt Kleykens op ambachtelijke wijze. Ze ontwerpt, vervaardigt en verspreidt haar creaties zelf.
In het tweede deel van haar carrière, vanaf de jaren 60, richt Kleykens zich voornamelijk op de samenwerking met de industrie. De aanzet werd gegeven door een samenwerking voor seminarie-stages georganiseerd door FEBELTEX (nu Fedustria)  (Belgische Federatie van de Textielindustrie) en Josine des Cressonnières, in dienst bij de Vereniging ter Bevordering der Kwaliteit in de Nijverheidscreatie Als freelance ontwerper leverde ze tal van ontwerpen af voor evenveel toepassingen. Ze werkte onder andere voor Lepoutre in 1960 waarvoor ze stof creëerde voor mannenkledij, voor Van Doorne in Eeklo ontwierp ze linnen meubelstof, voor Le Lys in Deurne werkte ze op een collectie sisal tapijten (1965), voor La Lainière uit Sclessin onderzocht ze de kleurenstudies van hun Good Night dekens (1968-1969), ze maakte ook meubelstof voor Van Havere-Vandevelde in Sint-Niklaas (1966-68), voor Van Maele in Tielt ontwierp ze een collectie bedrukt en getextureerd linnen (1968-1970), voor Solintex uit Kortrijk werkte ze op hun jaarlijkse collectie bedlinnen Essix (1968-1992), voor Lattoflex ontwikkelde ze een reeks bedlinnen die pasten bij bedmeubels ontworpen door Christophe Gevers (1973-1983), voor Tant in Roeselare werkte ze op linnen gordijnstof (1981), voor Tulipe op tafellinnen (1981). Daarnaast maakte ze voor Lagae uit Kortijk bedrukt kledijtextiel (1985), voor Lama werkte ze op stof voor autozetels (1983), voor Lawn Comfort vervaardigde ze stoffen voor tuinmeubilair (1983-1986), voor Liebaert uit Deinze werkte ze op een reeks elastieken (1984). Ten slotte ontwierp ze voor Algemene Fluweelweverij een set jacquardpatronen voor het stofferen van meubels (1983).
Daarnaast is Kleykens van 1967 tot 1973 actief als designer-consultant bij het inkoopbureau van het grootwarenhuis A l’Innovation.

## Werkmethode
Kleykens verkoos thuis en op zichzelf te werken. Ze deed enkel beroep op medewerksters wanneer ze hun assistentie nodig achtte. Voor de creatie van textiel werkte Kleykens op twee methodes. Alles wat geweven textiel betrof, werd door Kleykens en haar medewerkers vervaardigd. De dessins voor het bedrukken van textiel werden niet door Kleykens noch haar medewerkers ontworpen; deze werden door Kleykens geselecteerd uit de collecties van verschillende designstudio’s in Parijs. Eenmaal Kleykens een selectie had gemaakt, werkte zij samen met haar medewerkers op het kleurpatroon van het dessin. Hierbij maakte zij gebruik van een grote collectie kleurstalen, die zij doorheen de jaren had verzameld. Wanneer de kleuren op punt stonden en de bemerkingen genoteerd waren werd de schets teruggebracht naar de ontwerpstudio, die deze opnieuw bewerkte en vervolgens ook afwerkte. Om te controleren of het dessin effectief werkte op de grote schaal van een dekbedovertrek maakte Kleykens gebruik van een spiegel om het dessin uit te vergroten. Wanneer het dessin op punt stond kon dit gebruikt worden als basis voor het drukken op textiel. In het geval van Essix werd de bedrukking uitgevoerd door een firma in Italië, die zich hierin specialiseerde. Kleykens ging persoonlijk langs bij dit bedrijf om na te gaan of het dessin goed gedrukt werd en het juiste kleurgebruik had.
Ze hield het echter niet enkel bij het controleren van het gehele productieproces, maar ging zich ook inzetten voor de manier waarop het product aangeprezen werd. Ze ontwikkelde de catalogi en gaf de stands van Essix vorm. Op die manier stond ze in voor het product in zijn totaliteit; ze orkestreerde van het begin tot het einde, de conceptie van het product tot het uiteindelijke verkopen.
Deze aanpak van de totale controle over een product typeert Kleykens in haar samenwerking met Essix. Haar filosofie is sterk gelijkaardig aan die van de Parijse designstudio Agence MAFIA, opgericht in 1968 door Maïmé Arnodin en Denise Fayolle, die zich niet enkel toespisten op het ontwikkelen van de nieuwe toonaangevende stijlen, maar ook de communicatie en de publiciteit van producten van vooraanstaande merken gingen verzorgen. Kleykens leerde Arnodin en Fayolle persoonlijk kennen en maakte tevens gebruik van hun designatelier voor het ontwikkelen van dessins.

## Onderwijs
Doceren is voor Kleykens altijd een zeer belangrijke activiteit geweest. Ze hield van het contact met studenten en jongeren omdat het volgens haar de ontwerper dwingt om zaken terug in vraag te stellen. Daarnaast hield ze aan haar periode als docent aan La Cambre vele contacten over met wie ze zowel tijdens als na haar docentschap samenwerkte. Zoals Christophe Gevers, designer Andy Jacobs en de fotograaf Louis-Philippe Breydel.
Daarnaast nam Kleykens ook haar oud-studenten aan om voor haar eigen ontwerpstudio te werken. Ze werkte meestal samen met één of twee medewerkers. Op het einde van de jaren 70 was dit Marianne Oosthoek en later in de jaren 80 werkte Fabienne Collet voor Kleykens.

### Bischoffsheim
In 1953 werd Janine Kleykens aangesteld aan professor in de weefkunst op de École Professionnele Bischoffsheim in Brussel.
Als professor in de weefkunst leerde Janine Kleykens haar studenten de verschillende weeftechnieken aan. De praktische kennis van het ambacht werd overgebracht tijdens ateliers die een hele lesdag in beslag namen. Naast het aanleren van de technische kant van het weven werd er in Kleykens’ atelier bijzonder veel focus gelegd op het maken van tekeningen van patronen in gouache, aquarel en potlood. Aanvullend aan de lessen in het atelier organiseerde Kleykens ook bezoeken aan bedrijven uit de textielindustrie, waarbij de studenten in contact kwamen met het toepassingsgebied van hun ambacht en kennis maakten met hun toekomstige werkterrein.
Vijftien jaar lang onderwees Kleykens weefkunst aan de École Professionele Bischoffsheim tot zij in 1968 haar activiteit aan deze school stopzette.

### La Cambre
In 1966 werd Janine Kleykens aangesteld als professor aan La Cambre. Ze volgde E. Reynaert op als verantwoordelijke voor het atelier weefkunst en gaf les naast haar oud-docente Marie-Louise Overloop-Zimmer, die het atelier tapijtkunst onderwees.
Kleykens vormde doorheen de jaren van haar docentschap het Atelier du Tissage om tot het atelier Textile Design. Het atelier dat ze onderwees baseerde ze op haar eigen praktijk. Haar lessen gingen uitvoerig in op de technieken van het ambacht, de kennis van de materialen, en hoe dit toepassing vond in de textielindustrie
Vanaf 1976 werd Maria Wierusz-Kowalski, beter gekend als Tapta, aangesteld aan La Cambre om er het atelier wandtapijten, voordien gedoceerd door Marie-Louise Overloop-Zimmer, te leiden. Tapta bracht naast Kleykens eveneens een vernieuwende visie op het werken met textiel. Terwijl Kleykens de moderne toepassingen van de textielindustrie exploreerde werkte Tapta op artistieke wijze met textiel. Deze artistieke benadering vormde een aanvulling op het atelier van Kleykens dat een eerder technische en commerciële insteek had.
In 1985, na achttien jaar docentschap aan La Cambre, hield Kleykens ermee op en maakte plaats voor een nieuwe generatie. Haar positie als professor van het atelier Création Textile werd na haar vertrek ingevuld door Dominique Charrié, een van Kleykens oud-studentes van La Cambre. Charrié werd in dit atelier bijgestaan door een andere oud-studente en tevens medewerkster van Kleykens, Fabienne Collet.

## TAMAT
Vanaf de oprichting in 1980 was Kleykens betrokken bij de Fondation de la Tapisserie, des Arts du Tissu et des Arts Muraux, het latere TAMAT. Ze zetelde zowel in culturele raad als de administratieve raad van deze instelling. Daarnaast betrok zij hier ook de functie van Artistiek Directeur van het atelier Textile Design dat georganiseerd werd in het onderzoekscentrum verbonden aan de Fondation. Als artistiek directeur stond zij in voor de algemene richting waarop het atelier focuste maar de eigenlijke werking werd overgelaten aan de atelierbegeleider. Bij de oprichting in 1980 was dit Dominique Charrié en later werd zij opgevolgd door Violaine Vande Pitte.
Na het overlijden van Kleykens in 1994, werd de leiding over dit atelier overgenomen door Arlette Vermeiren, een van Kleykens’ oud-studenten van de École Professionele Bischoffsheim.
Naast Kleykens’ atelier werden er nog twee andere ateliers georganiseerd. Het atelier Structures – Art Textile Contemporain werd geleid door Tapta, terwijl het atelier Tapisserie de lice, de klassiekere tapijtkunst bestuurd werd door Edmond Dubrunfaut.
Het doel van deze drie ateliers en het onderzoekscentrum was om jonge ontwerpers een beurs aan te bieden, ze financieel en met een goede infrastructuur te ondersteunen, om gedurende een jaar onderzoek uit te voeren naar de verschillende mogelijkheden van het werken met textiel.
Kleykens was binnen de Fondation eveneens de initiatiefneemster voor de tentoonstelling Le Tissu Aujourd’hui, die in 1990 georganiseerd werd in de Halles-aux-Draps in Doornik. Waarbij textielontwerpers, studenten en de textielindustriëlen naast elkaar exposeerden en met elkaar in contact kwamen.

## Prijzen
In 1983 won Janine Kleykens de designprijs het Gouden Kenteken / Signe d'Or uitgereikt door het Design Centre in Brussel voor de collecties Dolomite & Quilted die ze ontwierp voor de Algemene Fluweelweverij. Het Gouden Kenteken / Signe d'Or was een internationaal gekende designprijs. In 1956 werd deze voor het eerst uitgereikt op initiatief van Josine des Cressonnières. Vanaf 1964 werd deze prijs om de drie jaar uitgereikt door het Design Centre.